# Janówka (powiat chełmski)
Janówka – wieś w Polsce położona w województwie lubelskim, w powiecie chełmskim, w gminie Leśniowice.
W latach 1975–1998 miejscowość należała administracyjnie do województwa chełmskiego.
Wieś stanowi sołectwo gminy Leśniowice.

## Historia
Początkowo nazwa wsi brzmiała Janów - 1839 r.  Od 1882 r. Janówka.
W 1886 r. wieś należała do dóbr Jana Poletyły. Według Słownika geograficznego Królestwa Polskiego z roku 1882  Janówka była wsią w powiecie chełmskim, gminie Rakołupy, parafii Wojsławice. We wsi był piec do wypału  wapna.
W 1916 r. wieś należała do gminy Rakołupy. Mieszkało tam wówczas 149 osób, w tym 3 Żydów.